# 하이상운 (서울)
하이상운은 서울특별시 강북구 삼각산동, 송천동 지역 일대를 운행하는 마을버스를 운영하는 회사이다. 본래 불교계 운송업체인 보현운수(천호중 공보현과 관련없음)(구 성보운수)에서 운행했지만 2010년 7월 12일로 운행이 중단된 강북08번과 강북12번을 양수받아 2011년 9월 5일부터 운행하고 있다. 본사는 서울특별시 강북구 삼양로64길 3, B01호 (미아동, 백산빌라)에 있다. 소망운수 회사명이 하이상운으로 변경되었다.

## 운행 노선
- ● 강북08번 : 두산위브아파트 ↔ 미아사거리역 (구 강북마을 7-1번)
- ● 강북12번 : 풍림아이원아파트 ↔ 미아사거리역 (구 강북마을 7-2번)

## 미운행 노선
- ● 강북07번 (구 강북마을 7번, 보현운수 시절 노선)

## 보유 차종
전 차량이 현대 그린시티와 범한자동차 E-STAR 8로 운행한다.